# Polluelas de Aibonito
Le Polluelas de Aibonito sono una franchigia pallavolistica femminile portoricana, con sede ad Aibonito: militano nella Liga de Voleibol Superior Femenino.

## Storia
Le Polluelas de Aibonito vengono fondate nel 2016, quando il titolo delle Lancheras de Cataño passa alla città di Aibonito, debuttando nella Liga de Voleibol Superior Femenino nella stagione 2017, chiudendo in ottava posizione.

## Rosa 2019
| N° | Nome               | Ruolo | Data di nascita  | Nazionalità sportiva |
| -- | ------------------ | ----- | ---------------- | -------------------- |
| 1  | Nicole Rodríguez   | P     | 21 marzo 1994    | Porto Rico           |
| 2  | Debora Seilhamer   | L     | 10 aprile 1985   | Porto Rico           |
| 3  | Karla Guilfú       | C     | 19 luglio 1998   | Porto Rico           |
| 4  | Joely Cabrera      | L     | 8 agosto 1995    | Porto Rico           |
| 8  | Gelymar Rodríguez  | S     | 26 giugno 1992   | Porto Rico           |
| 9  | Jennylee Martínez  | C     | 22 ottobre 1991  | Porto Rico           |
| 10 | Viongelie Pimentel | C     | 8 ottobre 1993   | Porto Rico           |
| 11 | Glorimar Ortega    | P     | 21 novembre 1983 | Porto Rico           |
| 12 | Ashley Aponte      | S     | 1º febbraio 1991 | Porto Rico           |
| 13 | Yozually Ortíz     | O     | 21 gennaio 1991  | Porto Rico           |
| 14 | Neira Ortiz        | C     | 6 luglio 1993    | Porto Rico           |
| 17 | Keila Rodríguez    | S     | 26 ottobre 1992  | Porto Rico           |